# 거창 월헌고가
거창 월헌고가(居昌 月軒古家)는 대한민국 경상남도 거창군 남하면에 있는 일제강점기의 건축물이다. 2014년 4월 17일 경상남도의 문화재자료 제583호로 지정되었다.

## 개요
월헌고가는 일제시기에 지은 상류주택으로 시대적 한계, 근대적 변형이 가미된 건축 양식으로 안채, 사랑채 등 조선시대 상류주택이 갖추어야 할 형식적 요소를 빠짐없이 갖추었고, ㄷ자형 안채와 ㄱ자형 사랑채가 결합된 주택이라는 점도 이 지방에서는 흔치 않은 형식이다.
특히, 최진사 고가로부터 분가한 4형제의 집 중 하나라는 점에서 종가와 분가 사이의 구축 관계를 살필 수 있는 학술적 가치가 있는 중요한 자료이다.

## 참고 자료
- 거창 월헌고가 - 국가유산청 국가유산포털